# Norums landskommun
Norums landskommun var en tidigare kommun i dåvarande Göteborgs och Bohus län. 

## Administrativ historik
Kommunen inrättades i Norums socken i Inlands Nordre härad i Bohuslän när 1862 års kommunalförordningar trädde i kraft den 1 januari 1863.
I kommunen inrättades 19 december 1919 Stenungsunds municipalsamhälle som upplöstes med utgången av 1951 när landskommunen upphörde. 
Vid kommunreformen 1952 gick den upp i storkommunen Stenungsunds landskommun som 1971 ombildades till Stenungsunds kommun.

## Politik

### Mandatfördelning i Norums landskommun 1938-1946
| 8 | 12 |

| 19 |

| 9 | 9 | 2 |

| 19 |

| 7 | 2 | 6 | 5 |

| 18 |